# Сейтяновка
Сейтя́новка (рос. Сейтяновка, ерз. Цятна веле) — присілок у складі Ковилкінського району Мордовії, Росія. Входить до складу Великоазяського сільського поселення.
Населення — 60 осіб (2010; 95 у 2002).
Національний склад станом на 2002 рік:
- мордва — 87 %